# Méthode clinique
La méthode clinique est une démarche scientifique de recherche et de production de savoir, mais c'est aussi une pratique particulière du soin psychique, du traitement médical ou de la psychothérapie.

## Origine
L’étymologie grecque indique un positionnement au chevet du patient, près de son lit ou dans sa chambre et renvoie à une conception humaniste et subjective du rapport à la personne en mauvaise santé, malade ou en demande de soutien. En tant que méthode de recherche, les sciences humaines ont recours à la méthode clinique au travers de différentes techniques d'entretien, de colloque singulier et de médiation permettant de recueillir, d'interpréter et d'analyser un matériel, des informations ou des situations. Le clinicien soigne l'ensemble de la personne, de manière holistique, et non seulement le symptôme, à partir de la rencontre d'un sujet via ses conduites et ses discours. La méthode clinique rappelle ainsi l'exigence éthique comme nécessaire à la relation thérapeutique entre soignant et soigné.
Élaborée à la fin du XVIIIe siècle, la démarche médicale clinique instaure un nouveau rapport à la maladie : « La maladie se détache de la métaphysique du mal à laquelle, depuis des siècles, elle était apparentée ; et elle trouve dans la visibilité de la mort la forme pleine où son contenu apparaît en termes positifs. »

## Psychologie
La démarche clinique a été théorisée en France par Juliette Favez-Boutonier, initiatrice du courant de la psychologie sociale clinique et fondatrice de la maîtrise de psychologie clinique en France en 1967.

## Médecine
La médecine a élaboré une grande partie de ses modèles actuels à partir de cette méthode globale et intuitive reposant sur l'écoute phénoménologique et l'observation pragmatique en contexte de la personne.
Ainsi, Claude Bernard, fondateur de la médecine expérimentale, passe de la méthode anatomo-clinique à une conception physiologique de la maladie, visant à expliquer les phénomènes pathologiques par leur rapport avec l'état normal. Ce faisant, il institue le problème moral et éthique au fondement de la méthode expérimentale.
Depuis la fin du XXe siècle, la méthode clinique est de plus en plus délaissée au profit de la méthode expérimentale et de la médecine fondée sur les faits, ce qui n'est pas sans susciter des controverses dans les domaines les plus subjectifs de la médecine, comme la psychiatrie ou l'hypnose médicale,.

## Psychopathologie
La psychopathologie, référée à la méthode clinique, est issue de l'École française avec Taine et Théodule Ribot. Elle est apparue de manière distincte, à la même époque, de la psychologie expérimentale. Celle-ci est née en Allemagne sous l'influence de Wundt, en tant que science de la mesure des fonctions psychologiques. Ribot, inspiré par Claude Bernard, reprend l'idée que la maladie est une expérience naturelle, en l'appliquant à la psychologie. Il étudie ainsi les fonctions normales en explorant leurs perturbations : mémoire, volonté, personnalité. Il introduit en France le principe de l'évolution et de la dissolution décrit par John Hughlings Jackson, ainsi que la distinction qualitative entre symptômes positifs et négatifs dans les maladies nerveuses. Ribot, qui n'était pas médecin, est considéré comme le maître de Pierre Janet en psychologie, ce dernier étant aussi un disciple de Jean-Martin Charcot, sur le versant médical. La psychopathologie est ainsi portée depuis ses fondements par des psychothérapeutes, des chercheurs, des cliniciens utilisant différentes techniques de soin psychique.
Depuis la loi du 9 août 2004 relative à la politique de santé publique qui réglemente l’usage du titre de psychothérapeute et par arrêté du 8 juin 2010, « L’inscription sur le registre des psychothérapeutes est subordonnée à la validation d’une formation en psychopathologie clinique ». L'accès à cette formation est réservé aux « titulaires d'un diplôme de niveau doctorat donnant le droit d’exercer la médecine en France », ainsi qu'aux titulaires « d’un diplôme de niveau master dont la spécialité ou la mention est la psychologie ou la psychanalyse ».

## Psychanalyse
La psychanalyse, en proposant différentes théories sur le transfert, tout en reposant sur une méthode spécifique, a beaucoup influencé la démarche clinique et la psychopathologie.
Les psychanalystes ont en effet développé des modèles relationnels et interactifs inscrivant la situation de l'entretien dans une double demande, que ce soit lors d'une entretien clinique dont l'objectif est la recherche ou le traitement thérapeutique. Cette double demande, lorsqu'elle émane de la dyade patient-thérapeute, est décrite comme un transfert associé à un contre-transfert[citation nécessaire].
L'intérêt de cet apport repose notamment sur la prise en compte des biais d'intervention du chercheur sur son terrain clinique, et permet ainsi une participation plus active, par exemple la recherche-action promue en psychologie sociale par Kurt Lewin, ou encore la neutralité bienveillante soutenue par Sigmund Freud en psychanalyse. Bien que les entretiens de recherche en sciences humaines n'aient pas toujours un objectif d'intervention thérapeutique, le chercheur et le sujet y sont également inscrits dans un échange transféro-contre-transférentiel.
De plus, la psychanalyse a été définie par Freud comme une méthode d'investigation du psychisme inconscient, une méthode de traitement thérapeutique et une conception théorique psychologique. La discipline psychanalytique rassemble donc une méthode psychologique avec une pratique de soin psychique donnant lieu à des études de cas clinique dans l'après-coup de la rencontre clinique. L'éthique de la démarche psychanalytique repose, non pas sur des règles déontologiques mais sur le cadre psychique interne des analystes. La formation par un travail sur soi en profondeur est une condition de développement d'un contrôle éthique personnel intériorisé, ancré dans la culture et la connaissance des modèles théoriques. Cette formation se poursuit tout au long de l'activité des cliniciens, sous différentes formes de régulation clinique, supervision et co-vision, participation à des associations de psychothérapeutes et à des travaux scientifiques.